# Valentine Hugo
Valentine Hugo (Boulogne-sur-mer, 1887 - París, 1968) fou una artista francesa casada amb el net de Víctor Hugo. Destaca el seu paper d'il·lustradora de llibres i de decorats de teatre. Va estar molt vinculada als moviments artístics i literaris de la primera meitat del segle xx, especialment amb el surrealisme; companya d'André Breton i Max Ernst, relaciona l'escriptor amb els surrealistes per qui senten gran admiració i fascinació, considerant-lo precursor de l'automatisme. Realitza nombrosos retrats dels personatges del seu entorn i manté una bona relació amb Dora Maar.